# Lord-lieutenant d'Irlande

Bannière du lord-lieutenant d'Irlande

Le lord-lieutenant d'Irlande (vice-roi d'Irlande, en anglais Lord Lieutenant of Ireland), également nommé Judiciar (français : justicier) durant le haut Moyen Âge, puis Lord Deputy d'Irlande jusqu'au XVIIe siècle, était le représentant du roi et le chef de l'exécutif irlandais durant les périodes de la seigneurie d'Irlande (1171-1541), du royaume d'Irlande (1541-1800) et du Royaume-Uni de Grande-Bretagne et d'Irlande (1801-1922). 
Alors même qu'il dirigeait l'exécutif du royaume d'Irlande théoriquement indépendant, le Judiciar, Lord Deputy ou Lord Lieutenant était à la fois l'agent et le représentant du roi ou de la reine d'Angleterre (jusqu'en 1707), du roi ou de la reine de Grande-Bretagne (1707-1800) mais n'était jamais responsable devant le parlement ou le peuple irlandais.
La fonction, sous ses diverses appellations, était en général désignée par le terme de vice-roi. Bien que quelques Lord Deputy d'Irlande aient été des nobles irlandais au Moyen Âge, à de rares exceptions, seuls des nobles anglais ou britanniques furent ensuite nommés à ce poste.

## Rôle
Le représentant du roi avait plusieurs rôles qui se chevauchaient. Il était :
- le représentant du roi (le « vice-roi ») ;
- le chef du gouvernement d'Irlande ;
- (occasionnellement) membre du cabinet anglais ou britannique ;
- responsable du droit de grâce, de la justice et du clientélisme ;
- (occasionnellement) commandant en chef des forces armées en Irlande ;
- grand maître de l’ordre de Saint-Patrick.

Avant l'Acte d'Union (1800) qui abolit le parlement irlandais, le lord-lieutenant prononçait le discours du Trône esquissant la politique de son gouvernement. Son gouvernement avait le contrôle effectif du parlement grâce au clientélisme en accordant des pairies, des baronnies et des honneurs. 
En une seule journée, par exemple, en juillet 1777, John Hobart en tant que lord-lieutenant éleva cinq vicomtes au rang de comtes, sept barons au rang de vicomtes et fit dix-huit nouveaux barons. Le clientélisme permit de soudoyer les membres du parlement et les pairs afin qu'ils soutiennent l'Acte d'union.

## Structure constitutionnelle
Le lord-lieutenant était conseillé par le Conseil privé d'Irlande (Irish Privy Council), un corps composé de personnalités et de nobles héréditaires qui se réunissaient dans la Chambre du Conseil du château de Dublin et à l'occasion en d'autres lieux. Les personnages constitutionnels principaux de la cour du vice-roi étaient : 
- le secrétaire en chef pour l'Irlande ; à l'origine, le chef de l'administration mais à la fin du dix-neuvième siècle, en fait, le premier ministre du gouvernement du Lord lieutenant ;
- le Under Secretary for Ireland ; le chef de la fonction publique en Irlande ;
- le lord justicier ; trois représentants qui agissaient au nom du Lord lieutenant en son absence. Les Lords Justice étaient avant 1800 le Lord Chancellor of Ireland, le président de la chambre des communes irlandaise et l'archevêque d'Armagh de l'Église irlandaise en tant que primat de toute l'Irlande.

## Durée du mandat
Les lords-lieutenants n'étaient pas nommés pour une période déterminée mais servaient selon le « bon plaisir de Sa Majesté. » En fait aussi longtemps que souhaité par le gouvernement britannique. Lorsqu'un ministère tombait, il était généralement remplacé par un partisan du nouveau ministre.

## Liste des lords-Lieutenants
- Roger Mortimer (nommé le 23 novembre 1316 exerce du 7 avril 1317 au 5 mai 1318)
- Lionel d'Anvers (nommé 1 juillet 1361 exerce du 15 septembre au 22 avril 1364 re nommé 25 septembre 1364 exerce de mi-décembre 1365 au 7 novembre 1366)
- Edmund Mortime (nommé le 22 octobre 1379 exerce de mai 1380 au 26 décembre 1381)
- Philippe de Courtenay (nommé 1 juillet 1383 exerce septembre 1383 novembre/1 décembre 1384)
- Philippe de Courtenay (nommé 1 mars 1385 exerce 6 mai 1385 à Pâques 1386)
- John Stanley (nommé 8 juin 1386 exerce du 30 aout 1386 à novembre 1387)

.../...